# Delarbrea paradoxa
Delarbrea paradoxa är en araliaväxtart som beskrevs av Eugène Vieillard. Delarbrea paradoxa ingår i släktet Delarbrea och familjen Araliaceae.

## Underarter
Arten delas in i följande underarter:
- D. p. depauperata
- D. p. paradoxa